# Piratenpartei Berlin
Die Piratenpartei Deutschland Berlin (PIRATEN BERLIN) ist der Landesverband der Piratenpartei Deutschland in Berlin und war der erste in einem Landesparlament vertretene Landesverband der Piraten. Der Verband gliedert sich in sogenannte Crews, die als sich selbst organisierende Einheiten auf lokaler Ebene definiert sind. Thematische Arbeit wird in sogenannten Squads geleistet. Seit 2010 setzt der Landesverband die Software LiquidFeedback zur innerparteilichen Entscheidungsfindung ein.

## Geschichte
Der Landesverband wurde am 30. Dezember 2006 gegründet. Bei der Bundestagswahl 2009 hatte die Piratenpartei in Berlin mit 3,4 Prozent der Stimmen ihr bestes Ergebnis auf Landesebene erzielt. Bei der Wahl zum Abgeordnetenhaus von Berlin 2011 zog sie mit dem Spitzenkandidaten Andreas Baum mit 8,9 Prozent der Stimmen erstmals in ein Landesparlament ein. Bei der Wahl zum Abgeordnetenhaus von Berlin 2016 schaffte die Piratenpartei nicht den Wiedereinzug.
Landesvorsitzende:
- 2007–2008: Andreas Janson
- 2008–2011: Andreas Baum
- 2011–2012: Gerhard Anger
- 2012: Hartmut Semken
- 2012: Christiane Schinkel
- 2012–2014: Gerhard Anger
- 2014: Christopher Lauer
- November 2014–September 2016: Bruno Kramm[6]
- 2016–2023: Simon Kowalewski
- seit Oktober 2023: Franz-Josef Schmitt

## Programmatik
Eines der Hauptanliegen der Piratenpartei auf Länderebene ist die Transparenz von Politik und öffentlicher Verwaltung. Die Sitzungen der Fraktion im Abgeordnetenhaus wurden entsprechend live im Internet gestreamt und zum Download bereitgestellt.
Die Berliner Piratenpartei befürwortet des Weiteren die Förderung alternativer Wohnprojekte und Kultureinrichtungen sowie den Erhalt innerstädtischer Freiflächen und wendet sich dabei gegen die sogenannte „Berliner Linie der Vernunft“. Die Partei spricht sich für einen fahrscheinlosen Nahverkehr in der Hauptstadt aus. Der Volksentscheid über die Offenlegung der Teilprivatisierungsverträge bei den Berliner Wasserbetrieben wird von den Piraten unterstützt. Für Berliner Schulen fordert die Partei ein den Ethik-Unterricht ergänzendes Modul zum Erlernen von Drogenmündigkeit. Die Begrenzung des Wahlalters bei den Wahlen zum Abgeordnetenhaus von Berlin möchte die Partei abschaffen.
Auch dem Tierschutz sind drei Kapitel im Grundsatzprogramm gewidmet.
Seit 2016 ist die Piratenpartei nicht im Abgeordnetenhaus vertreten, setzt sich aber weiterhin außerparlamentarisch für die Ziele ihres Programms ein.

## Abgeordnete im Abgeordnetenhaus (2011 – 2016)

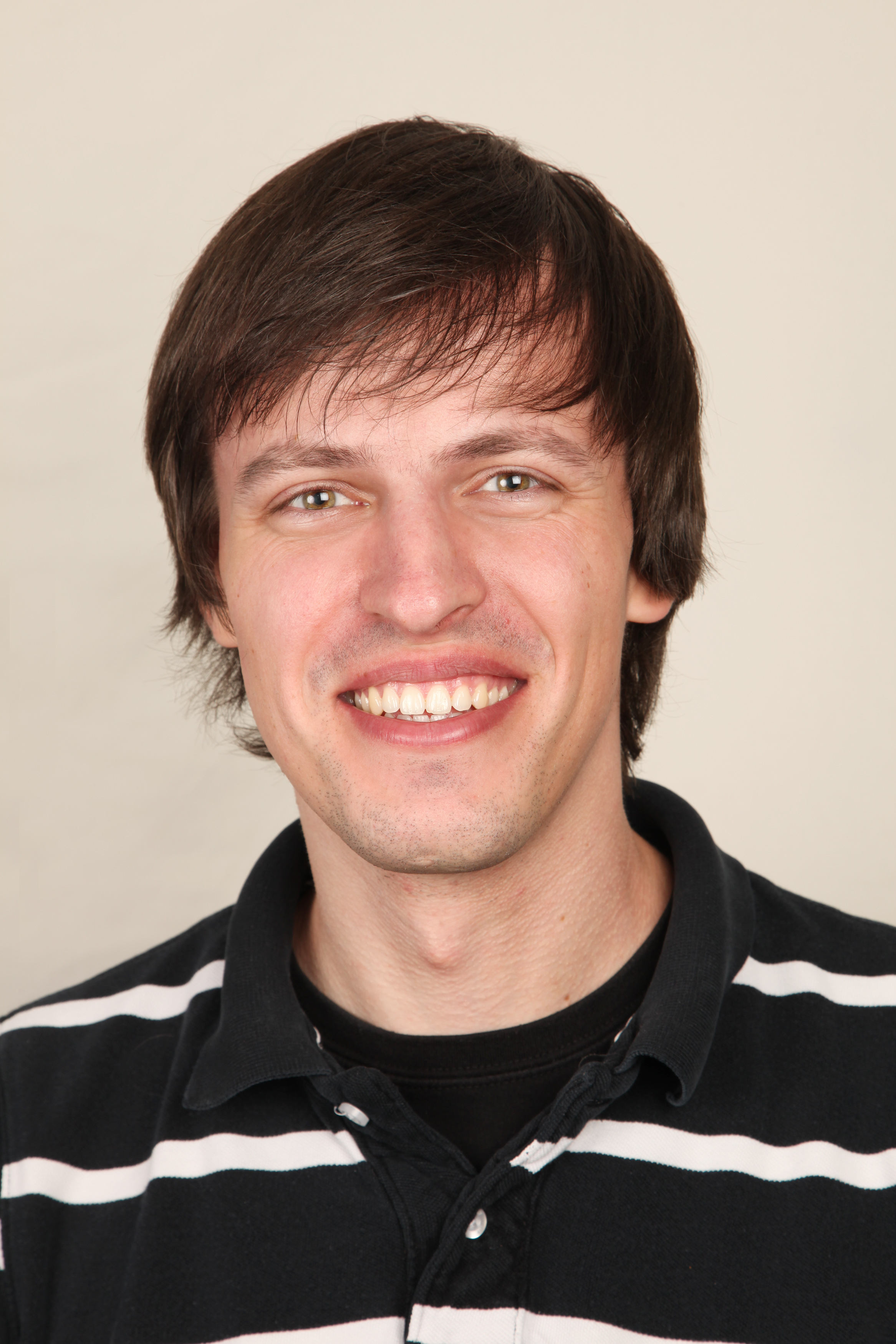
Andreas Baum (Spitzenkandidat 2011)

Im Abgeordnetenhaus traten alle 15 gewählten Piraten (vierzehn Männer und eine Frau) ihr Mandat an. Die Partei hatte mit 6,6 Prozent den niedrigsten Frauenanteil der im Abgeordnetenhaus vertretenen Fraktionen. Folgende Parlamentarier vertraten die Partei im Parlament:
| - Andreas Baum - Gerwald Claus-Brunner - Martin Delius - Susanne Graf - Heiko Herberg |  | - Oliver Höfinghoff - Simon Kowalewski - Christopher Lauer - Philipp Magalski - Pavel Mayer |  | - Alexander Morlang - Wolfram Prieß - Fabio Reinhardt - Alexander Spies - Simon Weiß |

In den Jahren 2014 und 2015 traten die Abgeordneten Baum, Delius, Herberg, Höfinghoff, Lauer, Mayer und Weiß aus der Piratenpartei aus, blieben jedoch Mitglieder der Piratenfraktion.

## Abgeordnete in Bezirksverordnetenversammlungen
Aufgrund von Doppelkandidaturen konnten 2011 drei Sitze in der Bezirksverordnetenversammlung von Friedrichshain-Kreuzberg nicht besetzt werden. Das hatte zur Folge, dass die Partei einen Stadtratsposten nicht einnehmen konnte, der ihr dort gemäß der Sitzverteilung zugestanden hätte.
Die Piratenpartei war bis Februar 2014 in allen zwölf Bezirksverordnetenversammlungen vertreten. In fünf BVV konnte die Partei die ihr zustehenden Sitze nicht vollständig besetzen, weil nicht genügend Kandidaten auf den Bezirkswahlvorschlägen standen. Die folgende Tabelle listet die für die Legislaturperiode 2011–2016 geltende Anzahl der Mandate pro Bezirk, in Klammern die Anzahl der nicht besetzten Sitze:
| Charlottenburg-Wilmersdorf | Friedrichshain- Kreuzberg | Lichtenberg | Marzahn- Hellersdorf | Mitte  | Neukölln | Pankow | Reinickendorf | Spandau | Steglitz- Zehlendorf | Tempelhof- Schöneberg | Treptow- Köpenick |
| -------------------------- | ------------------------- | ----------- | -------------------- | ------ | -------- | ------ | ------------- | ------- | -------------------- | --------------------- | ----------------- |
| 4                          | 5 (+4)                    | 5           | 4 (+1)               | 4 (+2) | 4        | 6      | 0 (ehemals 4) | 3 (+1)  | 3                    | 4                     | 4 (+1)            |

Bei den Wahlen 2016 gingen fast alle BVV-Mandate verloren; nur in den Bezirken Mitte und Friedrichshain-Kreuzberg erreichte die Piratenpartei noch je zwei Mandate.
| Friedrichshain-Kreuzberg | Mitte |
| ------------------------ | ----- |
| 2                        | 2     |

Seit 2023 sind die Piraten in keinem Bezirk mehr vertreten.